# Tányéros-töbör
A Tányéros-töbör 958 méteres magasságával Magyarország 7. és a Bükk-vidék 3. legmagasabb csúcsa.

## Fekvése
Istállós-kőtől északra az Istállós-kő és a Vörös-sár-hegy között, a Káposztáskert-lápa fölött helyezkedik el. A sárga háromszög jelzésű turistaúton közelíthető meg.

## Leírása
A töbrök a Bükk sajátos karsztformái közé sorolhatók, amelyek a bércek oldalában, tetők közelében elhelyezkedő – a völgyi víznyelőtöbör-soroktól független –, magányos  függő töbrök, melyek valószínűleg a késő pliocén korban keletkezett víznyelők utódai, és az akkori felszíni vízhálózat mélybe fejeződésének szintjét jelzik.
A Bükk-fennsík legnagyobb, tető közeli úgynevezett függő töbrei közül az Istálló-kő és a Vörös-sár-hegy között, a Káposztáskert-lápa fölött levő Tányéros-töbör a leglátványosabb.